# Mycetina perpulchra
Mycetina perpulchra là một loài bọ cánh cứng trong họ Endomychidae. Loài này được Newman miêu tả khoa học năm 1838.